# Toronto-Dominion Centre
Il Toronto-Dominion Centre, o T-D Centre, si trova nel centro di Toronto, Ontario, Canada. È un complesso composto da 6 grattacieli ed un padiglione. Quartier generale della Toronto-Dominion Bank, al suo interno si trovano anche altre attività commerciali e professionali, dove lavorano complessivamente circa 21.000 persone.

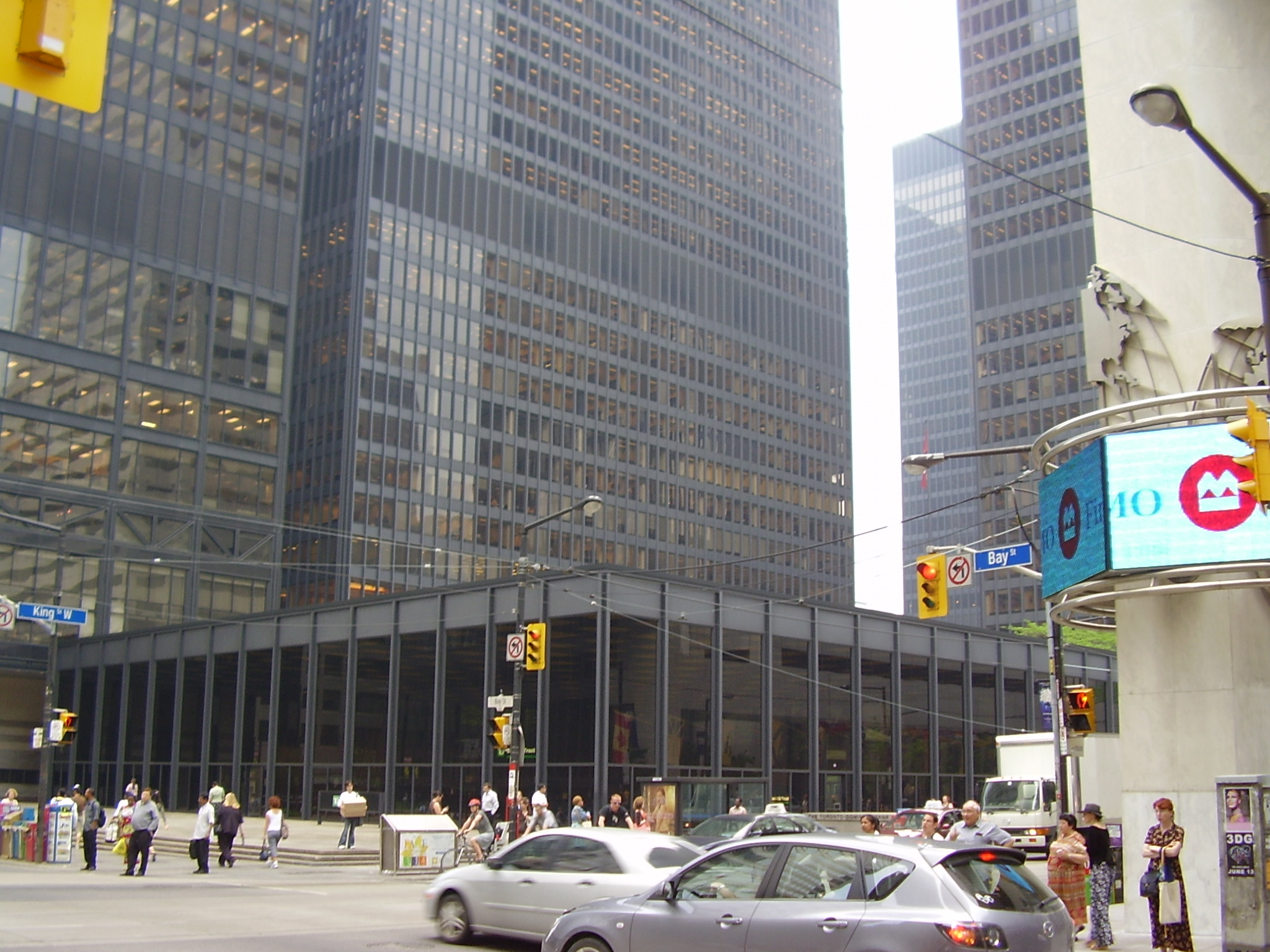
Toronto-Dominion Centre visto dal King and Bay Streets

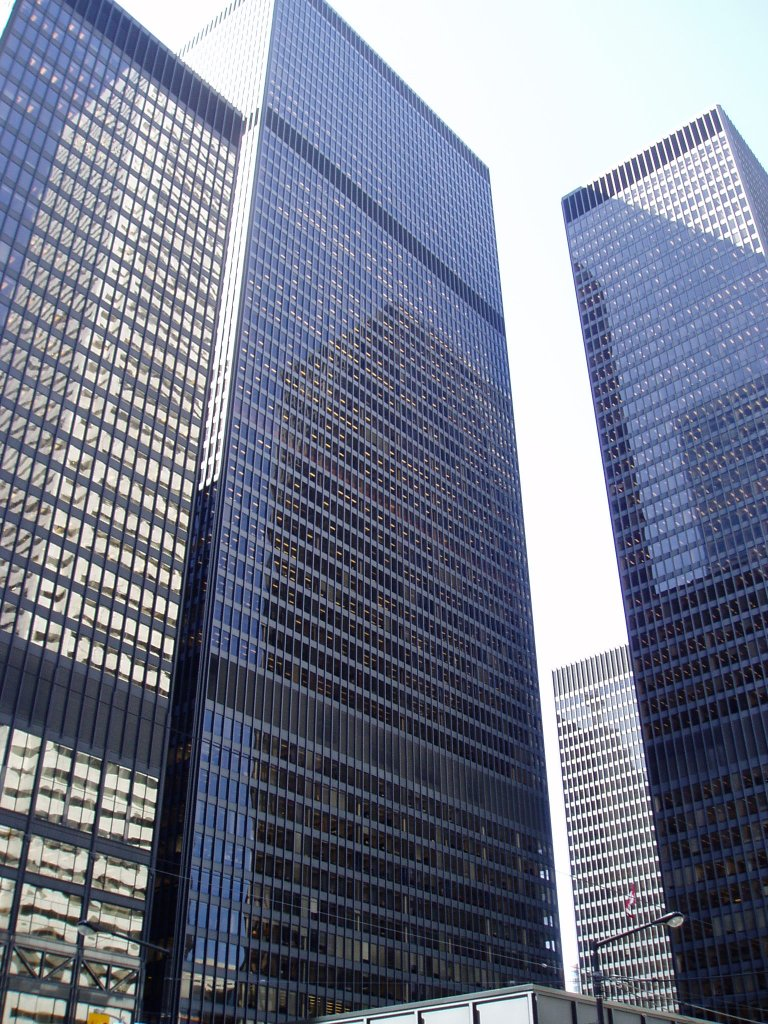
Veduta dall'incrocio fra Yonge St. e King St.